# Doppelkopf
Doppelkopf (Duits voor dubbelkop) is een kaartspel dat gespeeld wordt door vier personen in twee partijen. De afkomst van het spel is onzeker, het wordt aangenomen dat het ontstaan is uit Schafkopf. Het bijzondere aan Doppelkopf is dat de twee partijen vooraf niet vaststaan. Vaak speelt men in paren van elk twee, maar soms kan iemand ervoor kiezen om alleen te spelen tegen de drie anderen.
In Duitsland is Doppelkopf bijna even populair als Skaat, in het bijzonder in het noorden van Duitsland en de regio Rhein-Main. Het kaartspel Schafkopf is echter in Beieren populairder. In tegenstelling tot Skaat zijn er vele varianten.
Het Deutscher Doppelkopf-Verband (DDV) heeft standaardregels ontwikkeld voor toernooien, maar in informele setting zijn er vele varianten te spelen. Voordat begonnen wordt met spelen in een nieuwe groep is het daarom aan te bevelen af te spreken welke specifieke regels gevolgd worden.

## Doel van het spel
Het doel van Doppelkopf is om als individuele speler zoveel mogelijk rondepunten te verzamelen. Na elke ronde worden deze punten bij de eigen score opgeteld.

## Spelregels
Nota Bene: hieronder worden de meest gangbare regels beschreven.

### Algemene spelprincipes
Doppelkopf wordt gespeeld door twee partijen. Om de ronde te winnen heeft de spelende partij 121 punten of meer nodig, dus meer dan de helft van de 240 punten. De andere partij - de tegenspelers - wint als de spelende partij niet de benodigde punten behaalt. Het verschilt per ronde tegen wie men speelt, dit hangt namelijk af van de kaarten die men gedeeld krijgt.
Voor Doppelkopf zijn 48 of 40 kaarten nodig:
- 8x Aas: elk 11 punten waard
- 8x Tien: elk 10 punten waard
- 8x Heer: elk 4 punten waard
- 8x Vrouw: elk 3 punten waard
- 8x Boer: elk 2 punten waard
- 8x Negen: geen punten waard

Elke groep van 8 kaarten bestaat uit twee kaarten van dezelfde kleur: ruiten, harten, klaver en schoppen. Elke kaart komt dus tweemaal voor (wat een verwijzing vormt naar Doppelkopf) en dit resulteert in een totaal van 240 punten. In de verdere speluitleg wordt de gebruikelijke variant met 48 kaarten gevolgd. De spelregels voor de 40-kaartenvariant zijn hetzelfde, waarbij het enige verschil is dat de negens in deze variant ontbreken.

### Voorbereiding
Elke speler krijgt twaalf kaarten (of tien in de 40-kaartenvariant). Deze worden gedeeld per drie kaarten (of 3-2-3-2 kaarten in de 40-kaartenvariant). Nadat de kaarten zijn gedeeld, wordt bepaald welk speltype wordt gespeeld. Er zijn vier speltypes: het normale speltype waarbij twee tegen twee wordt gespeeld, Armut ("armoede"), Hochzeit ("bruiloft"), en het solo-spel waarbij een speler het opneemt tegen de andere drie (ook wel het bijzondere speltype genoemd). Wanneer er niet op een toernooi wordt gespeeld, wordt aangenomen dat het normale speltype gespeeld wordt, tenzij een speler dat aangeeft. Op een toernooi gelden aanvullende regels, om te voorkomen dat spelers op voorhand informatie inwinnen over de hand van andere spelers.
De speler links van de deler vraagt voor het uitspelen van de eerste kaart of er bezwaren zijn. De bezwaren kunnen zijn dat er iemand armoede heeft of een huwelijk wil aankondigen. Op basis hiervan wordt het speltype vastgesteld. Als er meerdere bezwaren zijn mag eerst de speler links van de vragensteller zijn of haar bezwaar noemen. Armoede is een groter bezwaar dan huwelijk, ook als het huwelijk eerder genoemd wordt. Het speltype wordt dan dat van armoede.

## Speltypen

### 1. Het normale speltype
Bij het normale speltype wordt twee tegen twee gespeeld. De spelende partij wordt in beginsel gevormd door de spelers die de Klavervrouw bezitten, zij worden ook wel die Alten ("de ouden") genoemd. De twee andere zijn de tegenspelers.

### 2. Armoede
Als iemand bij het delen van de kaarten echter te weinig troeven heeft, is er sprake van armoede. In dat geval wordt de spelende partij niet gevormd door degenen die de Klavervrouw bezitten, maar door de speler die samen met armlastige speelt. Heeft een speler minder dan vier troeven, of is een van de vier troeven de ruiten Aas, de zogenaamde Fuchs ("vos"), dan is er sprake van armoede.
Deze speler legt gedekt zijn of haar troeven op tafel. De speler rechts mag nu kiezen om samen met deze speler het op te nemen tegen de andere twee. Kiest de speler hiervoor, dan mag hij of zij die troeven in de hand nemen en een gelijk aantal kaarten teruggeven. Daarbij moet gemeld worden hoeveel troeven er teruggaan (dat kunnen er ook nul zijn). Deze twee spelers vormen nu de spelende partij, ongeacht het paar dat normaal door de Klavervrouwen zou worden bepaald.
Wil de eerste speler rechts van degene die armoede heeft niet samenspelen, dan worden de troeven doorgeschoven en mag de tweede speler van rechts kiezen om samen te spelen. Wil ik ook de derde speler niet samenspelen, dan wordt er opnieuw geschud.

### 3.Hochzeit
Wanneer iemand in het bezit is van beide Klavervrouwen, is er sprake van Hochzeit ("bruiloft"). In dit geval mag degene die de twee Klavervrouwen bezit een voorwaarde stellen om te bepalen met wie hij of zij de spelende partij vormt. Dit kan bijvoorbeeld het winnen van de tweede slag zijn. Vooraf moet dan wel melding gemaakt worden van Hochzeit. De speler mag er ook voor kiezen om solo te spelen, zonder melding te maken van het huwelijk. Dit heet ook wel een stille solo. 

### 4. Solo-spel
Bij dit bijzondere speltype verklaart een speler dat hij of zij verwacht alleen te winnen van de andere drie. Deze speler is dan op zichzelf de spelende partij en de overige drie zijn de tegenspelers. Het bijzondere bij het solo-spel is dat de solospeler ook de troefkleur mag bepalen.

## Aankondigen
Naast het uiten van bezwaren kunnen er ook aankondigen worden gedaan. Als je over goede kaarten beschikt, kun je ervoor kiezen om aankondigen te doen waarmee jouw partij extra rondepunten kan verdienen. 

## Puntentelling
Nadat alle kaarten zijn gespeeld, telt elke partij hun slagen. De som van de punten is altijd 240, maar het tellen door beide partijen helpt telfouten voorkomen. Op basis van de punten van alle slagen verdienen spelers individueel rondepunten. Rondepunten krijgt men voor:
- 1 punt voor het winnen van de ronde
- +1 als je als tegenspelende partij wint (tenzij het om een solo-spel gaat), hetgeen gegen die Alten ("tegen de ouden") genoemd wordt
- +2 voor het aankondigen van Re
- +2 voor het aankondigen van Contra
- +1 als de verliezende partij minder dan 90 punten heeft behaald
- +1 als Geen 90 is aangekondigd
- +1 als de winnende partij ten minste 120 punten won tegen de aankondiging van Geen 90
- +1 als de verliezende partij minder dan 60 punten heeft behaald
- +1 als Geen 60 is aangekondigd
- +1 als de winnende partij met ten minste 90 punten won tegen de aankondiging van Geen 60
- +1 als de verliezende partij minder dan 30 punten heeft behaald
- +1 als Geen 30 is aangekondigd
- +1 als de winnende partij met ten minste 60 punten won tegen de aankondiging van Geen 30
- +1 voor het winnen van alle slagen
- +1 als Schwarz ("zwart", d.w.z. 0 punten) is aangekondigd
- +1 als de winnende partij met ten minste 30 punten won tegen de aankondiging van Schwarz

In een solo-spel wordt de score van de alleenspelende speler verdrievoudigd bij winst.

### Extra rondepunten verdienen
Tenzij er een solo-spel gespeeld is, kunnen er nog meer rondepunten verdiend worden. Ook bij een stille solo (dus bij een onaangekondigd Hochzeit) kunnen deze punten niet verdiend worden.

#### Een gevangen vos
Als een gespeelde ruiten Aas (de vos) door de andere partij gevangen wordt, krijgt de tegenpartij een extra rondepunt.
- +1 voor elke gevangen vos

#### Doppelkopf
Als een partij in één slag 40 punten of meer scoort, heet dat een Doppelkopf en krijgt de partij een extra rondepunt. Hiervoor zijn dus 4 tienen of azen nodig of een combinatie.
- +1 voor een Doppelkopf-slag

#### Karlchen
Als je de laatste slag wint met een klaver Boer (Karlchen genaamd), wint jouw partij een extra rondepunt
- +1 voor het winnen van de laatste slag met de klaver Boer